# Sônia Guajajara
Sônia Bone de Souza Silva Santos, nombre civil de Sônia Bone Guajajara (Tierra Indígena Arariboia, Maranhão, 6 de marzo de 1974) es una líder indígena brasileña.  Estudió Letras y Enfermería, especialista en Educación especial por la Universidad Estatal de Maranhão. Recibió en 2015 la Orden del Mérito Cultural. En 2022, fue nombrada una de las 100 personas más influyentes del mundo por la revista Time.
En el tercer periodo presidencial de Luiz Inácio Lula da Silva, está a cargo del Ministerio de los Pueblos Indígenas.

## Biografía
Hija de padres analfabetos y madre de tres hijos, Guajajara es uno de los rostros más distinguidos del movimiento indígena a nivel internacional. Su militancia en ocupaciones y protestas comenzó en la coordinación de las organizaciones y articulaciones de los pueblos indígenas en Maranhão (COAPIMA) y la llevó a la coordinación ejecutiva de la Articulación de los Pueblos Indígenas de Brasil (APIB) antes de eso aún pasó por la Coordinación de las Organizaciones Indígenas de la Amazonia Brasileña (COIAB).
En 2017, Alicia Keys, artista comprometida con diversas causas sociales, cedió su espacio en el escenario principal del Rock in Rio para que la líder indígena Sonia Guajajara discursara por la demarcación de tierras en la Amazonia, momento en que fue ovacionada por el público al sonido de "Fora Temer!". El discurso se produjo durante la ejecución de la canción Kill Your Mama, que aborda justamente la devastación del medio ambiente.
El 31 de noviembre de 2017, Sonia Guajajara fue presentada por el Ecosocialista del Partido Socialismo y Libertad como precandidata a la presidencia de la república a través de un manifiesto "Por una candidatura indígena, anticapitalista y ecosocialista" en el sitio 518anosdepois.com, que hace mención a los 518 años de la colonización europea en Brasil.
El 3 de febrero de 2018, Sonia Guajajara fue lanzada como precandidata a vicepresidenta de la república en la placa encabezada por Guilherme Boulos, líder del MTST, convirtiéndose en la primera precandidata de origen indígena a la presidencia de la república.
Sonia Guajajara tiene voz en el Consejo de Derechos Humanos de la ONU y ya ha llevado denuncias a las Conferencias Mundiales del Clima (COP) y al Parlamento Europeo.
Desde enero de 2023 está al frente del primer ministerio indígena en la historia del país.